# Trstené pri Hornáde
Trstené pri Hornáde (v minulosti Nádošť, maďarsky Abaújnádasd, Nádasd) je obec na Slovensku v okrese Košice-okolí. Obec se nachází blízko hranicím s Maďarskem. V blízkosti obce teče řeka Hornád. Nachází se zde i mrtvé rameno Hornádu. Rozloha katastrálního území obce činí 12,9 km², nadmořská výška obce činí 204 metrů. V Trsteném pri Hornáde žije přibližně 1 500 obyvatel.
Území obce bylo osídleno již v pravěku. Poprvé se pramenech objevuje jako Saka, a to v roce 1215. V polovině 13. století se území vylidnilo. Později sem přišlo mnoho Maďarů. Ve 14. století byl v obci i kněz, dokonce se tu vybíralo i mýto.
Po povstání Františka II. Rákocziho a nadcházející morové epidemie se obec opět vylidnila. Postupně se však začala znovu zaliďnovat; v roce 1746 zde žilo 335 lidí. Obec se nadále zalidňovala, ale přibývalo Slováků. Před první světovou válkou se v místních školách vyučovalo výhradně maďarsky.
V roce 1919 byla obec nakrátko obsazena vojáky maďarská Rudé armády a stala se součástí Slovenské republiky rad. Po První vídeňské arbitráži připadla obec Maďarskému království. Trstené bylo osvobozeno 18. prosince 1944, ale v okolí se ještě v lednu roku 1945 odehrávaly boje o Košice a další sídla. V roce 1948 byl změněn název obce z Nádošť na Trstené pri Hornáde.
V obci se nachází gotický římskokatolický kostel sv. Anny z let 1458–1478. Ten byl po požáru v roce 1756 barokně upraven. Nachází se zde také klasicistní kostel reformované církve z konce 18. století.